# Wire (Band)
Wire (engl. „Draht“, „Leitung“) ist eine britische Rockband, die im Oktober 1976 in London als Punkband gegründet wurde, sich jedoch rasch über diesen Rahmen hinausentwickelte und seitdem verschiedenen Genres, darunter Post-Punk und Alternative Rock, aber auch Electronica, zugerechnet werden kann.

## Geschichte
Gründungsmitglieder waren die Gitarristen Colin Newman (* 1954) und Bruce Gilbert (* 1946), der Bassist Graham Lewis (* 1953) und der Schlagzeuger Robert Grey alias Robert Gotobed (* 1951). Der Gitarrist George Gill verließ die Band noch vor den Aufnahmen zu Mannequin vom Debütalbum Pink Flag.
Ihr Debütalbum Pink Flag (1977) gilt als ein Meisterwerk des Punk-Genres. Unter anderem belegt es Platz 69 in der Auswahl der 100 besten Debütalben des Magazins Rolling Stone. Ferner wurde Pink Flag in die Liste 1001 Albums You Must Hear Before You Die aufgenommen. 
Die ersten drei Studioalben von Wire, nach Pink Flag noch Chairs Missing (1978) und 154 (1979), wurden von der Fachpresse euphorisch rezensiert und übten großen Einfluss auf nachfolgende Rockbands wie My Bloody Valentine, Blur, Black Flag, Bad Brains und R.E.M. aus.
Nach dem dritten Album nahmen Wire zunächst keine weiteren Platten auf und gaben keine Konzerte mehr. Die Mitglieder konzentrierten sich auf andere Projekte wie Dome, Cupol, Duet Emmo oder Soloalben von Colin Newman. Erst 1985 fand sich die Gruppe wieder zusammen.
1991 verließ Schlagzeuger Robert Grey (Gotobed) die Band, um als Bio-Landwirt zu arbeiten, woraufhin sich Wire in Wir umbenannte. Seit 2000 spielen die Gründungsmitglieder wieder unter dem Namen Wire. 2004 verließ Bruce Gilbert die Band, und Wire spielten fortan als Trio. 2012 veröffentlichten sie gemeinsam mit Matthew Simms das Album Change Becomes Us, dessen Stücke auf musikalischen Ideen aus der Frühphase der Band basieren.

## Solo- und weitere Nebenprojekte
- Dome (1980–1999): Bruce Gilbert und Graham Lewis
- Duet Emmo (1983): Daniel Miller, Bruce Gilbert und Graham Lewis
- He Said (1985–1989): Graham Lewis
- AC Marias (1986–1990): Angela Conway und Bruce Gilbert.
- Githead (2004–): Colin Newman, Malka Spigel, Robin Rimbaud, Max Franken
- Oracle (2004–): Colin Newman, Malka Spigel, Samy Birnbach
- Immersion (1994–): Colin Newman, Malka Spigel
- Commercial suicide (1986): Colin Newman Soloalbum
- It Seems (1988): Colin Newman Soloalbum

## Diskografie

### Alben
- 1977: Pink Flag
- 1978: Chairs Missing
- 1979: 154
- 1981: Document and Eyewitness: Electric Ballroom (live)
- 1986: Play Pop
- 1987: The Ideal Copy
- 1988: A Bell Is a Cup … Until It Is Struck
- 1989: It’s Beginning to and Back Again (live)
- 1990: Manscape
- 1991: The Drill
- 1991: The First Letter (als „Wir“)
- 2003: Send
- 2004: Wire on the Box: 1979 (CD+DVD, live)
- 2005: The Scottish Play: 2004 (CD+DVD, live)
- 2008: Object 47
- 2011: Red Barked Tree
- 2012: Change Becomes Us
- 2015: Wire
- 2016: Nocturnal Koreans
- 2017: Silver/Lead
- 2020: Mind Hive
- 2020: 10:20

### Singles und EPs
- Nov. 1977: Mannequin
- Feb. 1978: I am the Fly
- Juni 1978: Dot Dash
- Jan. 1979: Outdoor Miner
- Juni 1979: A Question of Degree
- Okt. 1979: Map Reference 41*N 93*W
- Mai 1981: Our Swimmer
- März 1983: Crazy About Love (12" Maxi)
- Nov. 1986: Snakedrill (12" E.P.)
- März 1987: Ahead
- März 1988: Kidney Bingos
- Juni 1988: Silk Skin Paws
- Apr. 1989: Eardrum Buzz
- Juli 1989: In Vivo
- Mai 1990: Life in the Manscape
- Feb. 2000: Third Day
- Jan. 2001: Twelve Times You
- Juni 2002: Read & Burn 01
- Okt. 2002: Read & Burn 02
- Nov. 2007: Read & Burn 03

### Kompilationen
- 1984: And Here It Is … Again …